# Вайснори
Вайснори (пол. Wajsnory, нім. Weischnuren) — село в Польщі, у гміні Бартошиці Бартошицького повіту Вармінсько-Мазурського воєводства.
Населення — 126 осіб (2011).
У 1975-1998 роках село належало до Ольштинського воєводства.

## Демографія
Демографічна структура станом на 31 березня 2011 року:
|          | Загалом | Допрацездатний вік | Працездатний вік | Постпрацездатний вік |
| -------- | ------- | ------------------ | ---------------- | -------------------- |
| Чоловіки | 66      | 18                 | 43               | 5                    |
| Жінки    | 60      | 15                 | 34               | 11                   |
| Разом    | 126     | 33                 | 77               | 16                   |